# Недзьведза
Недзьведза (пол. Niedźwiedza) — село в Польщі, у гміні Дембно Бжеського повіту Малопольського воєводства. Населення — 622 особи (2011).
У 1975—1998 роках село належало до Тарновського воєводства.

## Географія
У селі бере початок річка Недзьведзь.

## Демографія
Демографічна структура станом на 31 березня 2011 року:
|          | Загалом | Допрацездатний вік | Працездатний вік | Постпрацездатний вік |
| -------- | ------- | ------------------ | ---------------- | -------------------- |
| Чоловіки | 314     | 69                 | 211              | 34                   |
| Жінки    | 308     | 71                 | 171              | 66                   |
| Разом    | 622     | 140                | 382              | 100                  |